# Bușcea, Dubno
Bușcea (în ucraineană Буща) este un sat în comuna Șepetîn din raionul Dubno, regiunea Rivne, Ucraina.

## Demografie
Componența lingvistică a localității Bușcea
     Ucraineană (98,95%)
     Rusă (1,05%)
Conform recensământului din 2001, majoritatea populației localității Bușcea era vorbitoare de ucraineană (98,95%), existând în minoritate și vorbitori de rusă (1,05%).